# Museu d'Etnografia i Folklore
El Museu d'Etnografia i Folklore de València, va ser el primer museu etnogràfic valencià creat en 1931 com una entitat dependent de l'Ajuntament de Valencia.

## Història
La idea de constituir un museu d'etnologia ve de la figura de Blasco Ibáñez, qui ja el 1921 va presentar davant la premsa la idea de constituir un "Museu d'Etnografia i Folklore", tal com s'estaven creant en altres ciutats tant d'Espanya com de resta d'Europa. En un primer moment es va sol·licitar la contribució generosa de tots els valencians per aportar peces per al nou ideat museu. D'aquesta manera l'Ajuntament de València, en el qual hi havia una gran representació del partit polític blasquista, va cedir el Palau Municipal que s'havia construït per a l'Exposició Regional de 1909, com a seu del futur museu. Però, en perdre part de la seva representació després de les eleccions la idea va anar-se'n en orris.
Des d'un primer moment la idea de Blasco Ibáñez era nomenar director del museu a Maximilià Thous per la seva trajectòria folclorista.
Malgrat tot en l'acta municipal de 1921, es considera que l'Arxiu Municipal havia de cedir al nou museu tots aquells objectes i records històrics que custodiava. En aquest moment el Museu de la Ciutat estava encara per constituir-se, i tot i trigaria aproximadament cinc anys a ser una realitat; per la qual cosa se suposa es va pretendre traslladar al Museu d'Etnografia i Folklore, aquelles peces que acabarien en el futur Museu històric, com el Penó de la Conquesta, la qual cosa estava fora de l'ideari de Thous per "la seva" museo.
L'única prova real del tipus d'objecte que es va reunir per al Museu d'Etnografia i Folklore, és el llistat redactat per José Llorca Rodríguez, responsable dels museus municipals des de 1940 a 1970 aproximadament; i en ell s'indica que hi havia: material ceràmic, mobles, algun objecte domèstic, eines de caça i maquetes de vaixells típics de la costa valenciana. Aquests objectes van estar emmagatzemats, fins fa relativament poc temps, a la casa forestal de la devesa del Saler (anteriorment van estar en un magatzem municipal que va ser destruït per la riuada de 1957)
Així, va caldre esperar una dècada a la proclamació de la II República i l'arribada a l'alcaldia de Vicent Alfaro, perquè el projecte es reprengués. Però novament l'èxit del projecte no quallava, tot i aprovar-se la creació del museu el 16 de novembre de 1931, aquest no va obrir mai les seves portes, la qual cosa va quedar reflectit fins i tot en la temàtica de la Falla de la Plaça del Mercat de l'any 1933, obra de l'artista faller Lluís Dubón, que presentava al museu com un circ.
Maximilià Thous va parlar en la xerrada radiofònica del 15 de març de 1933 sobre l'enrenou que l'obertura del museu estava tenint a la ciudad.
L'any 1937 i a instàncies del conseller republicà de Cultura Francesc Bosch i Morata, el Museu d'Etnografia i Folklore va passar a dependre de l'Institut d'Estudis Valencians. La trajectòria del museu etnogràfic impulsat per Maximilià Thous va finalitzar en 1939, quan va ser eliminat pel primer ajuntament franquista.
La il·lusió del Museu d'Etnografia i Folklore es va tornar a frustrar i València va haver d'esperar fins a 1983, perquè obrís les seves portes l'actual Museu Valencià de Etnología.

## Estructura del museu
Thous va publicar en 1935 un fullet explicatiu del Museu d'Etnografia i Folklore, en el qual s'indicaven els criteris emprats pel director en l'estructura del museu: 
Adornament corporal. Infantesa. Habitació i vida domèstica. Art popular. Religiositat popular. Màgia. Medicina popular. Vida social i jurídica. Les jornades de la vida. Ocupacions i tecnologia populars. Festes i solemnitats. Jocs, esports i danses.